# جک هوول (شناگر)
جک هوول (به انگلیسی: Jack Howell) (زادهٔ ۲۹ ژانویهٔ ۱۸۹۹) شناگر اهل ایالات متحده آمریکا است.